# Carbonara (singolo)
Carbonara è un singolo del gruppo musicale tedesco Spliff, pubblicato nel marzo 1982 come estratto dall'album 85555.

## Descrizione

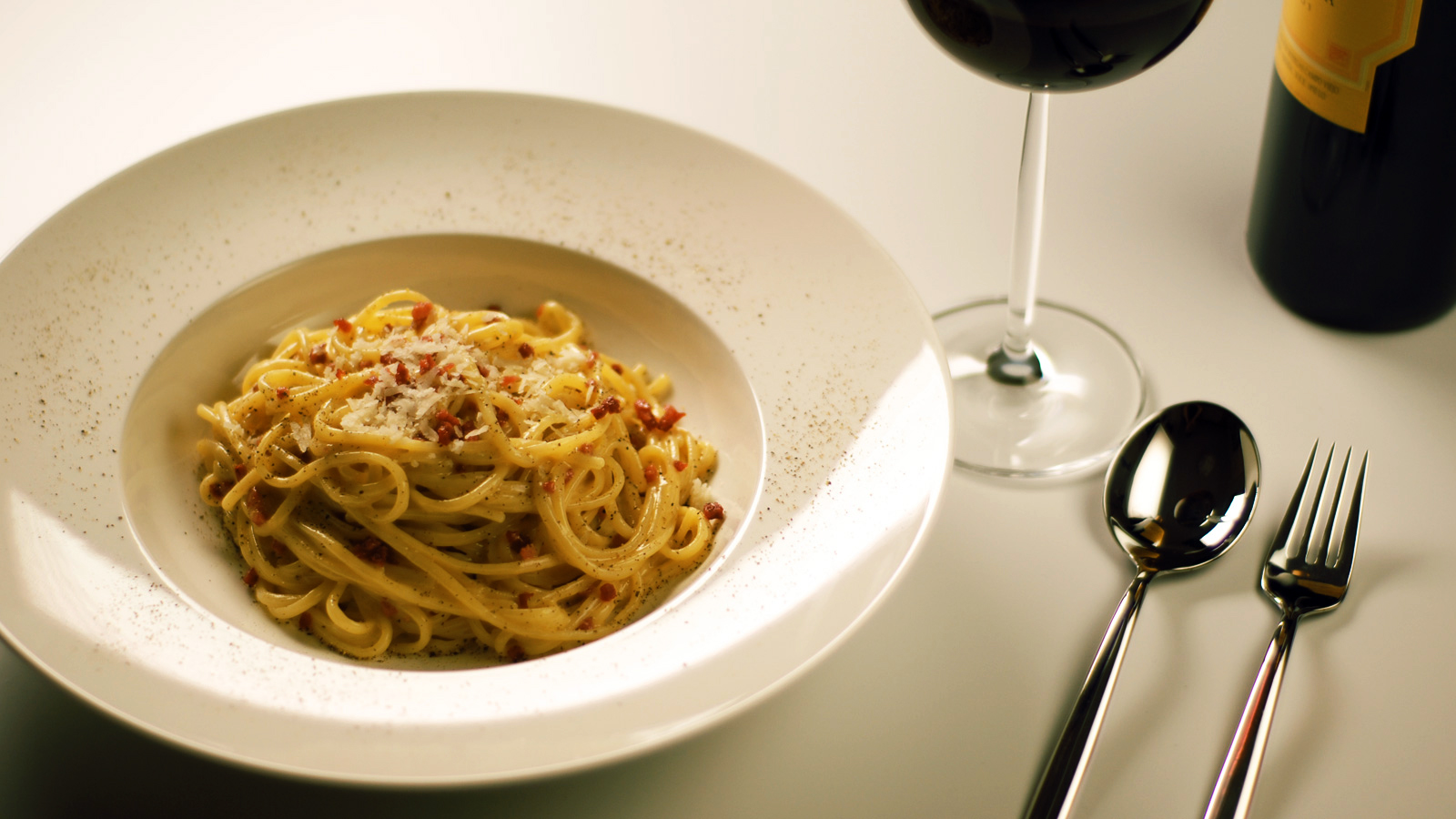
Un piatto di spaghetti alla Carbonara

Testo e musica furono scritti da Reinhold Heil, che ha anche cantato la canzone. Pubblicato su singolo, il brano si posizionò al numero cinque nella classifica tedesca dei singoli e risultò essere la svolta commerciale per gli Spliff. La canzone descrive un uomo che flirta con una bella ragazza italiana e vuole invitarla a mangiare con lui un piatto di spaghetti alla carbonara.
Si tratta di una canzone dal ritmo reggae e dal testo, in parte in italiano maccheronico e in parte in tedesco, che parla di alcuni giovani squattrinati che, con pochi spiccioli in tasca, sono costretti a mangiare solo spaghetti alla carbonara e bere Coca-Cola anche se amerebbero mangiare delle prelibatezze locali. Nel testo vengono citati anche lo spumante Asti, la mafia, le Brigate Rosse, l'Autostrada del Sole ("strada del sol"), i gelati Motta, l'amaretto e belladonna, inteso come una piacevole signorina e non la pianta belladonna.
Originariamente la canzone si intitolava Heiße Würstchen und 'ne Coca Cola ("Salsicce calde e una Coca Cola") e conteneva frammenti di testo ricavati da un menù italiano, parole latine ed estratti da una guida turistica italiana. Il testo definitivo non venne scritto fino a quando la canzone non entrò in fase di produzione.

## Formazione
- Bernhard Potschka: Chitarra elettrica
- Herwig Mitteregger: Batteria, voce
- Mannne Praeker: Basso, voce
- Reinhold Heil: Tastiera, voce